# Komunistički manifest
Manifest komunističke partije (njem. Das Manifest der Kommunistischen Partei), poznat i pod imenom Komunistički manifest (njem. Das Kommunistische Manifest), prvi put objavljen 21. veljače 1848., predstavlja jedan od najutjecajnijih svjetskih političkih traktata. Objavila ga je Komunistička partija, a napisali utemeljitelji teorije komunizma Karl Marx i Friedrich Engels, kako bi se obznanili i postavili ciljevi i program Partije. Manifest predlaže pravac djelovanja radi podizanja proleterske revolucije i svrgavanja kapitalizma, i konačno uspostave besklasnog društva.

## Program
Uvod Komunističkog manifesta počinje pozivanjem na nepodvrgavanje vlastima:
Također se poziva na povijesnu neminovnost u krilatici: 
Program opisan u manifestu je izražen kao socijalizam ili komunizam. Ova politika uključuje, između ostalog, nasilno svrgavanje postojećeg poretka, ukidanje privatnog vlasništva (tj, njegovo nasilno oduzimanje, bez ikakve naknade) i prava nasljedstva, oporezivanja dohotka progresivnim stopama i opću nacionalizaciju proizvodnih dobara i prometa (tj., potpunu zabranu privatnog poduzetništva). Manifest u drugom poglavlju govori o ukidanju braka i uvođenje "zajednice žena". Ova politika, koju bi ostvarila revolucionarna vlada („diktatura proletarijata“), bi prethodila bezdržavnom (jer su autori manifesta smatrali da će država odumrijeti kada prestane privatno vlasništvo) i besklasnom društvu koje predviđaju socijalisti. 
Termin „komunizam“ se do danas također koristi za označavanje temeljnog sustava vjerovanja komunističke stranke u stanoviti idealni društveni ustroj kojega bi trebalo postići u neodređenoj budućnosti, imajući u vidu da su realni ustroji Sovjetskog Saveza i drugih ostvarenih država predvođenih komunističkim strankama donekle razlikuju od izvornih koncepcija Marxa i Engelsa.
Ovo je način prelaska sa socijalizma na komunizam koji su mnogi kritičari Manifesta isticali, ponajprije za vrijeme sovjetskog doba.
Anarhisti, liberali i konzervativci su se pitali kako jedna organizacija, kao što je revolucionarna država, može ikad odumrijeti kao što to Marx tvrdi. Oba tradicionalna razumijevanja privlačnosti političke moći i skoriji teoretičari organiziranog ponašanja navode da će skupina ili organizacija političke moći radije težiti sačuvati povlastice, nego dozvoliti ukidanje zarad države bez povlastica – čak iako su povlastice dane u ime revolucije i uspostave jednakosti.
Suvremeni marksisti odgovaraju da socijalistička država uvijek mora biti demokratska, i da se odumiranje države vrši dodjelom velike moći neposredno narodu. Drukčije rečeno, socijalizam prelazi u komunizam kada predstavnička demokracija socijalizma prijeđe u demokraciju komunizma.
Manifest je prošao brojna izdanja od 1872. do 1890. Djelomično je pisan za laike, kada se obraća radnicima, a djelomično za vladajuću klasu, kada napada buržoaske čitatelje. Povijesno govoreći, osigurava osnovu razumijevanja motiva i politike komunista na početku njihova pokreta.

## Utjecaj na suvremene zemlje
Neki stavovi koje savjetuje Manifest su trenutno rašireni u kapitalističkim zemljama. Većina suvremenih država je provela neke od ideja za koje se u svoje doba zalagao (i) Manifest: progresivno oporezivanje dohotka, uvođenje centralne banke, javno školovanje za svu djecu u državnim školama i ukidanje dječjeg rada.
Međutim, suvremeni dokumenti o ljudskim pravima – tako Europska konvencija o ljudskim pravima – smatraju pravo na vlasništvo i pravo na privatno poduzetništvo temeljnim slobodama, na kojima počiva realizacija svih drugih sloboda i sama demokracija; tj. uzimaju posve suprotno stajalište od glavnih ideja Komunističkog manifesta, koji propagira da sloboda i demokracija mogu biti ostvarene tek ako ta dva prava budu ukinuta. 
Manji broj zemalja je danas predvođeno Komunističkim partijama ili ekstremnoljevičarskim strankama s drugačijim imenima (npr. Radnička partija Koreje u Demokratskoj Narodnoj Republici Koreji): u tim su zemljama pravo na političko organiziranje (u pravilu je riječ o jednostranačkim političkim sustavima), sloboda govora i druga politička i ljudska prava jako ograničena ili posve ukinuta. Ekstremna ljevica je s vrlo rijetkim iznimkama ujedno i ateistička, na jedan borben način: u zemljama gdje dolazi na vlast biva sloboda vjeroispovijesti po pravilu jako ograničena, a obrazovni sustav i mediji provode konstantnu antivjersku propagandu.

## Vanjske poveznice
- Slobodna e-knjiga Komunističkog manifesta
- Cijeli tekst Engleskog izdanja iz 1888. iz Marksističke internet arhive.
- Izvori Marksizma
- Slike engleske verzije